# Система Mark/Mod
Флот США використовує власну систему номенклатури військового обладнання, що містить позначення Mark (скорочено Mk) та Mod. Офіційною її назвою, закріпленою в MIL-STD-1661, є MARK and MOD Nomenclature System (укр. «Система номенклатури MARK та MOD»), також вживається скорочена назва Mark/Mod System (укр. «Система Mark/Mod») та інші подібні. Вона застосовується для широкого переліку обладнання, за винятком: керовані ракети (позначаються у власній системі), складові ядерної зброї (позначаються у власній системі), комп'ютерні програми, деякі інструменти, електроніка (позначається у власній системі). Також деяке авіаційне обладнання позначається в системі ASETDS.
Використання системи сягає початку 20 століття, але вперше її було формалізовано 1944 року.

## Опис
Система є дуже простою та містить усього три позначення:
- Номер MARK. Складається зі слова MARK та арабського числа, яке позначає конкретну модель.
- Номер модифікації. Складається зі скорочення MOD (від англ. modification) та арабського числа, яке позначає модифікацію в межах однієї моделі (одного номера MARK). Перша базова модифікація носить номер модифікації MOD 0, який використовується тоді, коли потрібно показати, що мається на увазі саме первісна модифікація.
- Номер EX. Складається зі скорочення EX (від англ. experimental) та арабського числа, яке позначає конкретну модель. Надається дослідним зразкам техніки та замінюється на аналогічний номер MARK, щойно виріб проходить випробування.

Також, аналогічно до армійської системи, обладнання має крім позначень Mark/Mod також повну назву, що зазначає тип техніки, наприклад Torpedo, MARK 46 MOD 4.

## Правопис
Хоча найбільш формальним є написання обох слів великими літерами (напр. MARK 3 MOD 0), документ відкрито дозволяє використання скорочення першого слова та капіталізацію лише обох літер M; тобто, такі написання дозволені: MK 3 MOD 0, Mark 3 Mod 0, Mk 3 Mod 0. Але інші модифікації написання, зокрема, додавання інших символів або пропускання пробілу (напр. Mk. 3, Mk III, Mk-3, Mk3, mk 3 абощо), що зустрічаються в різних джерелах, не дозволяються для цієї системи.

## Приклади
Нижче наведено кілька відомих прикладів озброєння, що позначаються в системі Mark/Mod.
- Mk 19 — автоматичний гранатомет
- Mk 44 Bushmaster II — автоматична гармата